# Colaulus punctatus
Colaulus punctatus là một loài tò vò trong họ Ichneumonidae.